# Hello bank!
Hello bank! je online bankovní instituce, která poskytuje finanční služby se specializací na spotřebitelské úvěry a zápůjčky. Jde o pobočku BNP Paribas Personal Finance SA francouzské banky BNP Paribas. Na českém bankovním trhu patřila k menším a působila zde od konce roku 2017. Původní, rebrandovaná obchodní značka Cetelem, od roku 1996 a poskytovala hlavně spotřebitelské úvěry. Mezi poskytované produkty patří především běžné a spořicí účty, osobní půjčky, kreditní karty, spotřebitelské úvěry pro nákup zboží na splátky a úvěry na nákup vozidla. Dne 3. dubna 2023 oznámila ukončení přijímání nových klientů, ukončení poskytování nových produktů klientům a postupné ukončení činnosti v České republice.

## Historie
Akciová společnost Cetelem ČR byla založena 28. října 1996, prvním generálním ředitelem se stal Jean-Luc Steinhauslin. Svou obchodní činnost zahájila v červnu 1997, kdy začala poskytovat spotřebitelské úvěry. Od roku 1998 rozšířila svou činnost na kreditní karty a revolvingové úvěry a postupně připojila osobní půjčky a další služby. Ve spolupráci s finanční skupinou Wüstenrot rozšířil Cetelem k roku 2013 portfolio svých služeb o hypotéku. V roce 2014 se v prestižním žebříčku CZECH TOP 100 Cetelem umístil na 1. místě v kategorii Spotřebitelské úvěry. K červnu 2015 došlo k jeho sloučení s mateřskou bankou formou přeshraniční fúze, což umožnilo poskytování produktů a služeb Cetelemu pod bankovní licencí, a od roku 2017 se český odštěpný závod BNP Paribas Personal Finance SA nazývá Hello bank!
Ještě jako Cetelem společnost získala od České národní banky licenci platební instituce, která byla potvrzením toho, že Cetelem splňovala přísné regulatorní nároky obdobné požadavkům kladeným na banky a představovala tak důkaz důvěryhodnosti a stability Cetelemu na finančním trhu České republiky. Sídlila na Praze 5 a měla pobočky v Praze, Ostravě a Brně. Byla členem několika profesních asociací, jako např. Asociace pro elektronickou komerci (APEK), Česká leasingová a finanční asociace (ČLFA) a Sdružení právnických osob SOLUS.
Společnost se pravidelně umisťovala na předních pozicích v žebříčku CZECH TOP 100 a v anketách Zlatá koruna a Zlatý měšec. Také se věnovala sponzorské a charitativní činnosti. Podporovala například běžce na lyžích Lukáše Bauera nebo divadelní spolky jako Městská divadla pražská. Přispívala charitativním organizacím, které pečují o děti a mládež, zdravotně a mentálně postižené. Vydávala též zákaznický volnočasový magazín C plus.